# Staurogyne shanica
Staurogyne shanica är en akantusväxtart som beskrevs av W. W. Smith. Staurogyne shanica ingår i släktet Staurogyne och familjen akantusväxter. Inga underarter finns listade i Catalogue of Life.